# The Vault of Horror
The Vault of Horror é um filme britânico de terror dirigido por Roy Ward Baker, baseado em histórias em quadrinhos da EC Comics.